# 食蟻獸
食蟻獸，在生物分類學上屬於哺乳綱貧齒總目披毛目下的蠕舌亞目，共有兩科四種。除了吃蟻之外，它們也吃白蟻。
本亞目最大的品種包括大食蟻獸（Myrmecophaga tridactyla），連同尾巴體長可達1.8米（5英尺11英寸）；中型的如小食蟻獸（Tamandua tetradactyla），體長約1.2米（3英尺11英寸）；最小的則是侏食蟻獸（Cyclopes didactylus），總體長只有35 cm（14英寸），體溫只有攝氏33度。由於它們的體溫保持33攝氏度左右，所以在平時能量消耗方面比一般動物要小，故平時只需進食數百只蟻足以滿足未來幾天的能量。
常稱的刺食蟻獸並不是蠕舌亞目的品種，而是針鼴，屬於原獸亞綱下單孔目的針鼴科。土豚、袋食蟻獸、穿山甲也常被誤認為是食蟻獸，但其實相似的外型只是趨同演化後的結果。

## 分類
蠕舌亞目 Vermilingua
- 地位未定 Incertae sedis
  - †银穿山甲属 Argyromanis
    - †巴塔哥尼亚银穿山甲 Argyromanis patagonica

  - †属 Orthoarthrus
    - †Orthoarthrus mixtus
- 侏食蟻獸科 Cyclopedidae
  - 侏食蟻獸屬 Cyclopes
    - 侏食蟻獸 Cyclopes didactylus

  - †古蟻獸 Palaeomyrmidon
- 食蟻獸科 Myrmecophagidae
  - 大食蟻獸屬 Myrmecophaga
    - 大食蟻獸 Myrmecophaga tridactyla

  - †新小食蟻獸屬 Neotamandua
  - 小食蟻獸屬 Tamandua
    - 中美小食蟻獸 Tamandua mexicana
    - 小食蟻獸 Tamandua tetradactyla

  - †原小食蟻獸屬 Protamandua

## 分布
朱食蟻獸和中美小食蟻獸的棲息地最北可以延伸至墨西哥東南部，而大食蟻獸最北只到中美洲。小食蟻獸的棲息地最南可至烏拉圭，巴西東部為除了中美小食蟻獸以外三種食蟻獸重疊的棲息地。食蟻獸在南美洲獨立演化與發展，並在巴拿馬地峽形成後透過南北美洲生物大遷徙入侵至中美洲。
食蟻獸棲息的環境包括旱生阔叶林、雨林、草原及疏林草原。侏食蟻獸為完全樹棲，小食蟻獸會在靠近溪流和湖附近的地面與樹上尋找食物，大食蟻獸則為完全陸生，生活於疏林草原上。

## 圖庫

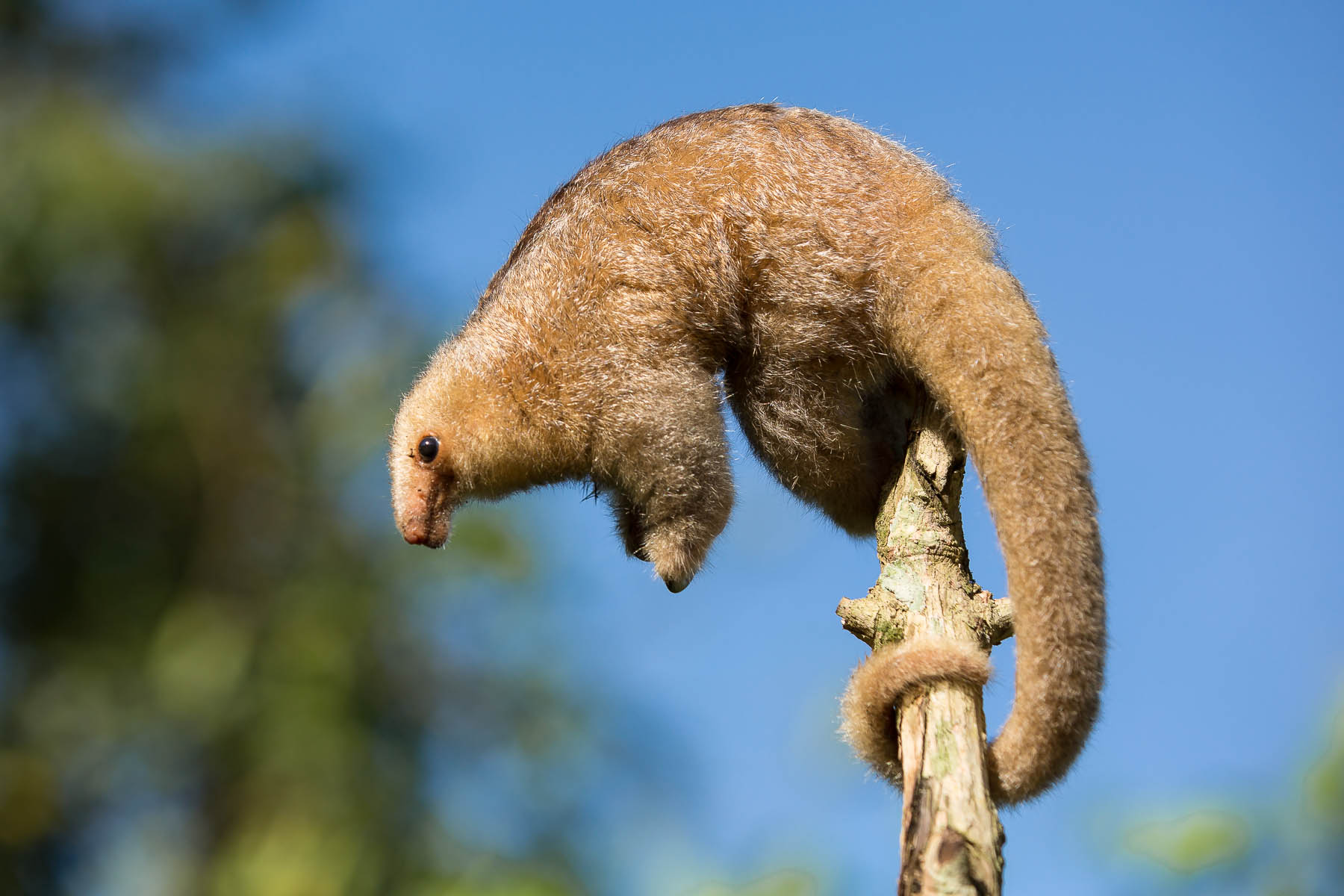
侏食蟻獸
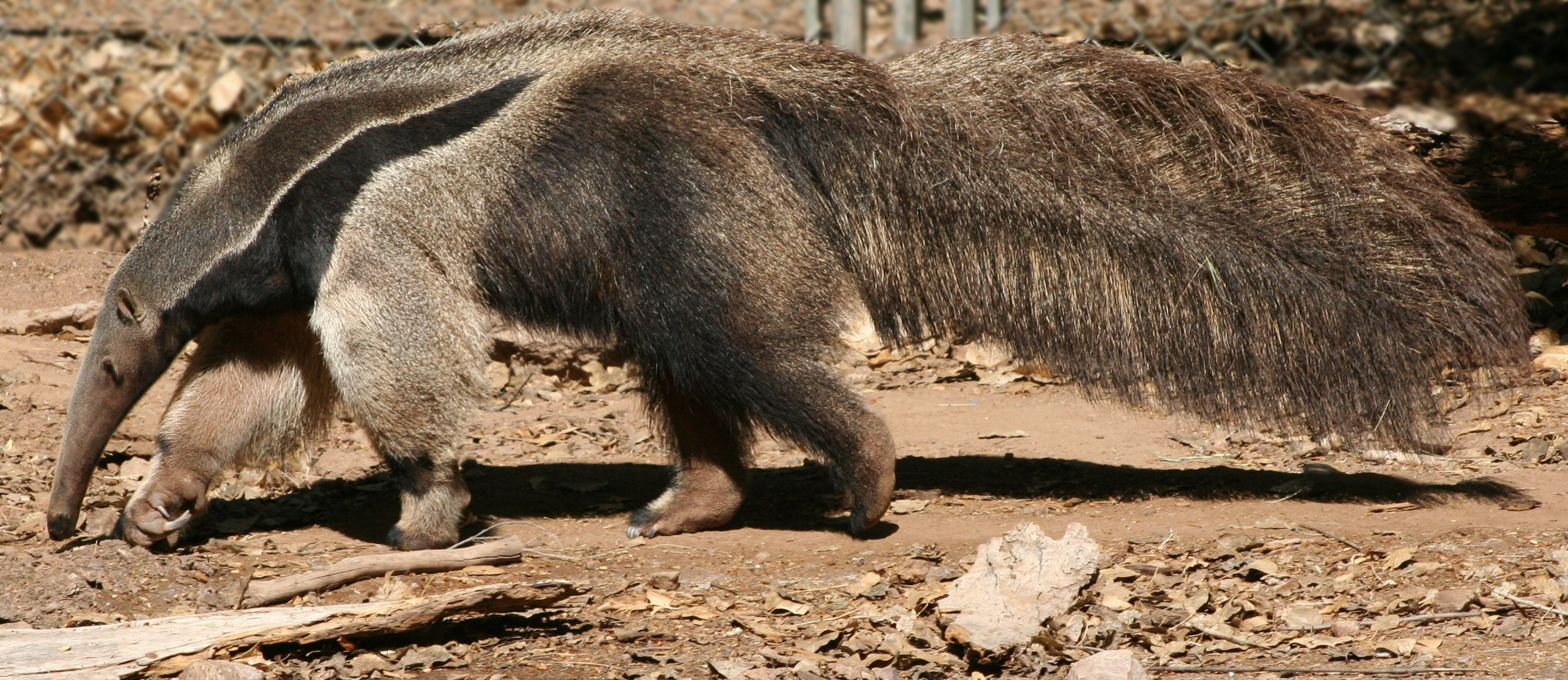
大食蟻獸
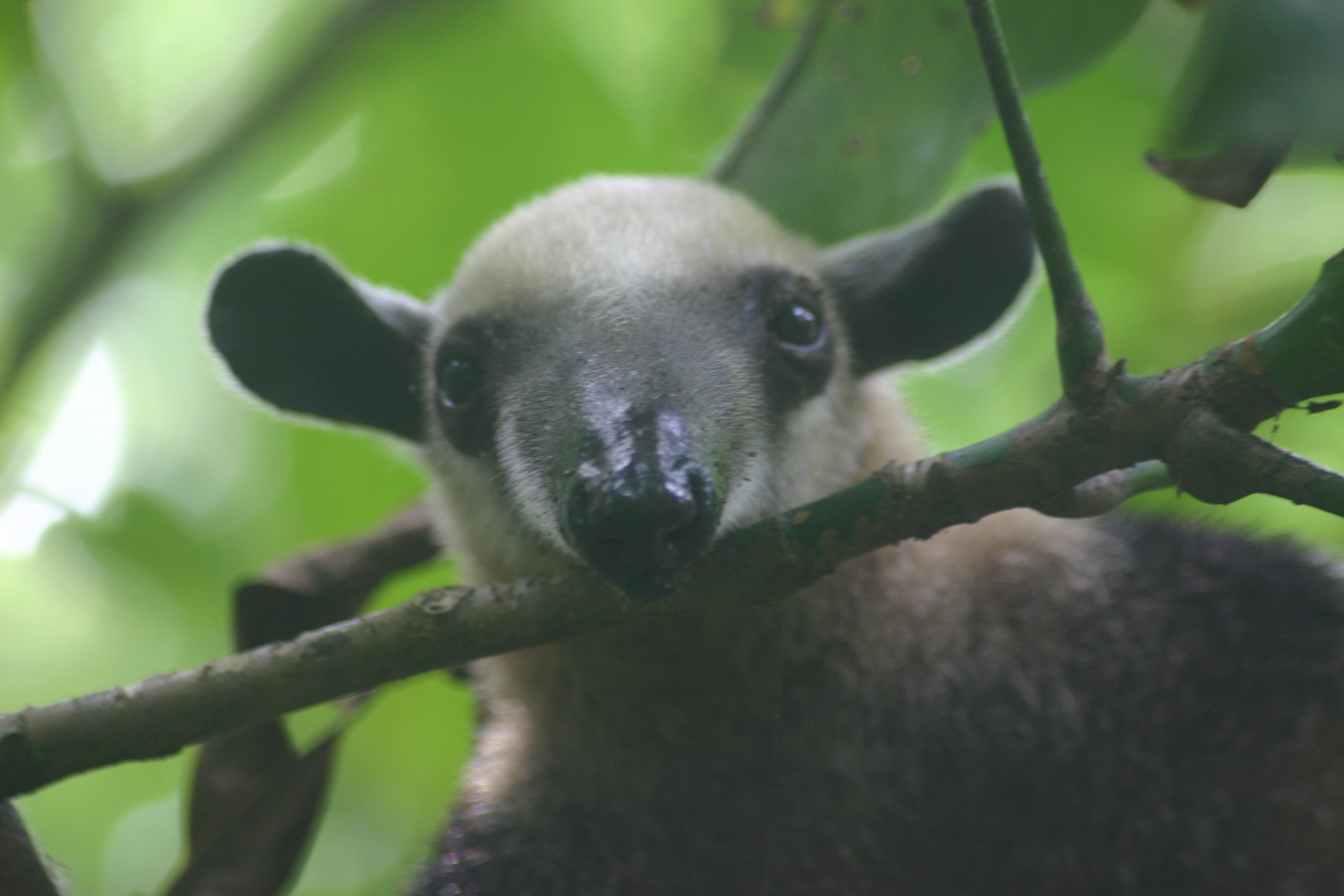
中美小食蟻獸
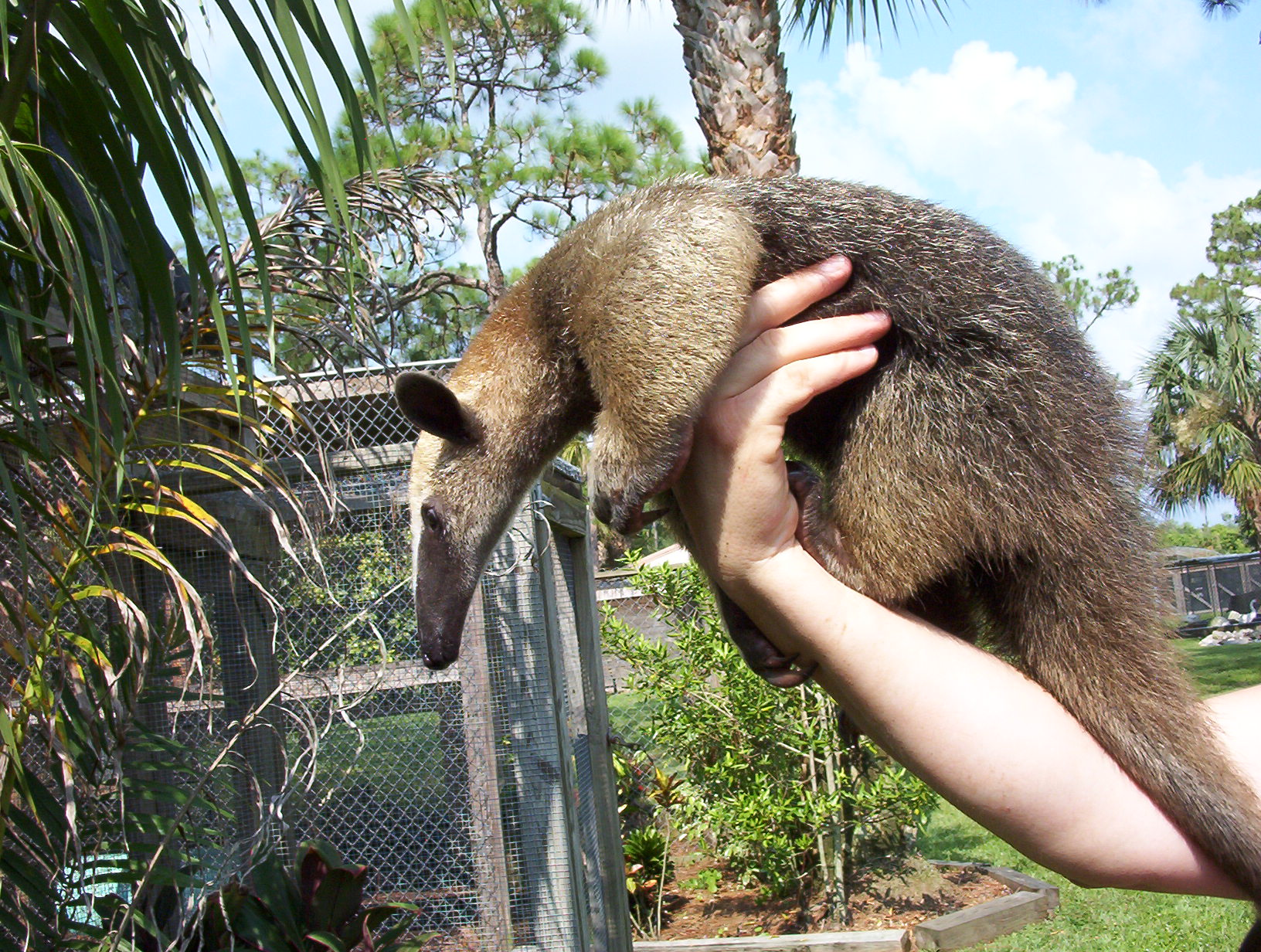
小食蟻獸